# Draymond Green
Draymond Jamal Green (Saginaw, Michigan, 4 de març de 1990) és un jugador de bàsquet estatunidenc que pertany a la plantilla dels Golden State Warriors de l'NBA (National Basketball Association). Juga en la posició d'ala-pivot, és quatre vegades campió de l'NBA i ha estat seleccionat tres vegades per l'All-Star de l'NBA.

## Família
Draymond té dos germans (Torian Harris i Braylon Green) i tres germanes (LaToya Barbers, Jordan Davis i Gabby Davis). Quan els seus pares, Mary Barbers i Wallace Davis, es varen divorciar es va quedar a viure amb la seva mare. El seu germà Torian va jugar a bàsquet per la universitat de Nebraska-Omaha els anys 2009, 2010 i 2011. Draymond va estudiar a la Saginaw High School, on el seu entrenador, Lou Dawkins, va descobrir-li el talent basquetbolístic.

## Trajectòria escolar
Green va tenir unes estadístiques considerablement rellevants el seu primer any. L'any 2005-06, com estudiant de segon any, va fer de mitjana dotze punts i onze rebots per partit. A la següent temporada, ja en categoria júnior, va fer de mitjana vint-i-cinc punts, tretze rebots, tres assistències i tres intercepcions per partit. Amb ell al capdavant de l'equip van arribar a classificar-se al Campionat Estatal de Classe A amb un rècord de vint-i-sis victòries i una derrota (26-1). El 14 de novembre de l'any 2007, Green va sol·licitar estudiar i jugar a la Universitat de Michigan. La temporada 2007-08, quan jugava ja a la categoria sènior, Green va aconseguir fer una temporada reeixida aconseguint vint punts, tretze rebots i dos tirs taponats per partit, amb un nou rècord de resultats, en aquest cas de vint-i-set victòries i una derrota (27-1), i van guanyar el Campionat Estatal de classe A per segon any consecutiu. Posteriorment va ser nomenat capità del Detroit Free Press All-State Dream Team, i va ser descrit com el jugador número trenta-sis en la llista de millors jugadors de la seva edat d'ESPN, l'ala-pivot número tretze.

## Universitat

### Primer any
Al seu primer any d'universitat, Green va jugar trenta-set partits i va fer 3,3 punts i 3,3 rebots per partit al llarg de la temporada. Durant el torneig de la NCAA del 2009 de l'estat de Michigan, Green va fer una mitjana de 8,5 punts i 5,3 rebots, ocupant el quart lloc en l'anotació i el segon en rebots.

### Segon any
Com estudiant de segon any la temporada 2009-10, Green va jugar trenta-set partits, tres com a titular. Va fer una mitjana de 9,9 punts, 7,7 rebots, 3 assistències i 1,2 robatoris per partit. D'aquesta manera es va convertir en el primer jugador de la història de Michigan en ser nomenat jugador reserva (sisè home) de l'any (en anglès Big Ten Sixth Man). També va aconseguir ser All-Big Ten del tercer equip i va rebre el reconeixement al jugador que més havia millorat a la Universitat de l'estat de Michigan, MSU. Green va arribar a anotar un rècord personal de dinou punts en dues ocasions, contra Oakland i Texas-Arlington. Va aconseguir un «doble-doble» en set ocasions.

### Tercer any
Com estudiant de tercer any, jugant a la categoria juvenil, va fer de mitjana 12,6 punts i 8,6 rebots per partit. El 10 de febrer del 2011, Green va seguir els passos de Charlie Bell i Magic Johnson per ser el tercer jugador de bàsquet masculí de Michigan State en aconseguir un «triple doble». L'any 2011 en el torneig de bàsquet de la divisió I de la NCAA, va aconseguir el seu segon «triple doble» i el setè en la història del torneig de la NCAA.

### Quart any
La temporada 2011-12, jugant a la categoria sènior, Green va aconseguir ser capità dels Spartans, l'equip de bàsquet de la Universitat de Michigan, amb la qualificació per a un campionat Big Ten de la temporada regular i al torneig Big Ten. Durant la temporada 2011-2012, van assolir un rècord de temporada regular de vint-i-quatre victòries i set derrotes (24-7) i una marca de 13-5 en el campionat Big Ten. Green va ser nomenat, en quatre ocasions durant la temporada, jugador dels «Deu Grans de la setmana». Cap altre jugador en la història dels Spartans havia guanyat el premi en més de tres ocasions en una sola temporada. El 5 de març del 2012, Green va ser nomenat per entrenadors i mitjans de comunicació com el «Jugador Big Ten de l'Any» i també va estar en l'equip All-Big Ten. El 16 de març del 2012, Green va aconseguir el seu tercer triple-doble de la seva carrera i es va unir a Oscar Robertson i Màgic Johnson com el tercer jugador en la història de la NCAA en assolir aquesta fita. El 22 de març del 2012, Green obtenir el rècord de més rebots (1.096) d'un jugador de l'Estat de Michigan per davant de Greg Kelser. Va acabar la seva carrera universitària com un dels tres jugadors de l'Estat de Michigan amb més de mil punts i mil rebots.

### Estadístiques
| Any     | Equip          | PJ | PT | MPP  | %TC  | %3P   | %TL   | RPP  | APP | ROB | TTPP | PPP  |
| ------- | -------------- | -- | -- | ---- | ---- | ----- | ----- | ---- | --- | --- | ---- | ---- |
| 2008-09 | Michigan State | 37 | 0  | 11,3 | ,566 | 0,000 | 0,615 | 3,3  | 0,8 | 0,6 | 0,2  | 3,3  |
| 2009-10 | Michigan State | 37 | 3  | 25,5 | ,525 | 0,125 | 0,672 | 7,7  | 3,0 | 1,2 | 0,9  | 9,9  |
| 2010-11 | Michigan State | 34 | 28 | 30,1 | ,426 | 0,366 | 0,683 | 8,6  | 4,1 | 1,8 | 1,1  | 12,6 |
| 2011-12 | Michigan State | 37 | 36 | 33,2 | ,449 | 0,388 | 0,723 | 10,6 | 3,8 | 1,5 | 0,9  | 16,2 |

Llegenda
PJ, partits jugats
PT, partits començats
MPP, minuts per partit
%TC, percentatge de tirs de camp
%3P, percentatge de tirs triples
%TL, percentatge de tirs lliures
RPP, rebots per partit
APP, assistències per partit
ROB, robatori
TTPP, taps per partit
PPP, punts per partit

## Professional

### Temporada 2012-2013
Green va ser seleccionat amb el número 35 en el draft de l'NBA de l'any 2012 pels Golden State Warriors, amb qui va signar un contracte de tres anys i 2,6 milions de dòlars dels EUA. En el seu debut a l'NBA va jugar durant només un minut. Posteriorment va anar augmentant els seus minuts en joc gràcies en bona part a les lesions de Brandon Rush i Richard Jefferson. El 22 de novembre, Green ja jugava, una mitja de quinze a vint minuts per partit i va assolir un paper més important en l'equip, ajudant a aconseguir vuit victòries en deu partits. El 12 de desembre, Green va fer una cistella a l'últim segon per guanyar als Miami Heat, campions l'anterior temporada, per 97-95. En els playoffs de l'NBA, Green va millorar el seu percentatge en tres punts i el seu rendiment ofensiu. Així va ajudar els Warriors a guanyar la primera ronda en sis partits. El 8 de maig l'equip va guanyar a casa dels San Antonio Spurs per 100-91, fita que no aconseguia des de la temporada 1996-97. Tot i això, van quedar eliminats al següent partit.

### Temporada 2013-2014
Green va realitzar una gran pretemporada perdent 20 kg i millorant en el tir de tres punts així com en la defensa. L'1 de desembre del 2013 Green va encistellar el tir guanyador en la victòria dels Warriors davant els Sacramento Kings, on el resultat va ser de 115-113. L'NBA el va multar amb 15.000 dòlars dels EUA després de la seva expulsió en un partit contra Los Angeles Clippers. A finals de temporada es va convertir en ala-pivot a causa de la lesió del seu company d'equip David Lee. El 14 d'abril del 2014, en el penúltim partit dels Warriors de la temporada regular, Green va fer un magnífic partit sortint des de la banqueta anotant vint punts i capturant dotze rebots, ajudant així al seu equip a derrotar els Minnesota Timberwolves per 130-120.

### Temporada 2014-2015:Primer campionat de l'NBA
El 2 de gener del 2015, en la victòria per 126-105 contra els Toronto Raptors, Green va aconseguir el seu primer triple-doble a l'NBA amb setze punts, onze rebots i tretze assistències. El jugador va fer una gran temporada i el seu equip va guanyar el campionat de l'NBA. Draymond va aconseguir un triple-doble en el 6è partit de les finals de l'NBA, jugant en la posició de pivot en el lloc d'Andrew Bogut. Es va convertir en el sisè jugador en tota la història de l'NBA en aconseguir un triple-doble en un partit de les finals. Va acabar la temporada com a segon millor jugador defensiu de l'any i va aconseguir el premi al jugador que més havia millorat.

### Temporada 2015-2016:Primera selecció a l'All-Star
Al començament de la temporada, Green va firmar un nou contracte amb els Golden State Warriors per cinc anys i 82 milions de dòlars EUA. Va fer grans partits ajudant als Warriors a establir el rècord de millor inici de temporada, aconseguint setze victòries de setze possibles. Tres dies més tard va enregistrar el seu tercer triple doble en una victòria 135-116 davant els Phoenix Suns. L'11 de desembre es va convertir en el primer jugador en registrar-ne cinc en diferents estadístiques després de Nicolas Batum qui ho va aconseguir l'any 2012. Ho va aconseguir en una victòria a la pròrroga davant els Celtics de Boston per 124-119, on va jugar poc menys de 50 minuts i va arribar als vint-i-quatre punts, onze rebots, vuit assistències, cinc robatoris i cinc tirs taponats, augmentant la ratxa dels Warriors sense ser derrotats en 24 partits. L'endemà van ser els Milwaukee Bucks qui van trencar aquesta ratxa, suposant la primera derrota de la temporada per 108-95. Green va fer un gran partit, enregistrant vint-i-quatre punts i onze rebots. El 4 de gener del 2016, es va convertir en el segon jugador en aconseguir tres dobles-triples consecutius després de Tom Gola l'any 1959-60. El 28 de gener, fou nomenat suplent pel partit All-Star de l'NBA amb l'equip de la conferència Oest. El 31 de gener Green va fer història sent el primer jugador en l'NBA en registrar mil punts, cinc-cents rebots, cinc-centes assistències, cent robatoris i cent tirs taponats en una temporada, en una victòria sobre els Utah Jazz. Al final de la temporada va ser seleccionat al segon millor equip de l'NBA, va acabar en segon lloc com a jugador defensiu de l'any i també va ser seleccionat en l'equip defensiu de la temporada, sent el segon jugador més votat. Havent acabat la temporada com a primers classificats en la Conferència Oest, els Warriors van eliminar els Houston Rockets a la primera ronda per un global de 4-1, enfrontant-se més tard contra Portland. En el primer partit Green va registrar el seu segon triple-doble als Play-offs durant tota la seva trajectòria a l'NBA amb vint-i-tres punts, tretze rebots i onze assistències en una victòria per 118-106. Els Warriors van tornar a guanyar la sèrie per 4-1 avançant de nou a les Finals de la Conferència Oest contra els Oklahoma City Thunder. En el tercer partit de la sèrie, Green li va donar una patada a l'entrecuixa al pivot dels Thunder Steven Adams i va ser multat amb vint-i-cinc mil dòlars EUA. Finalment, els Golden State Warriors van guanyar la sèrie en set partits després d'anar 3-1 per sota en el global. En el segon partit de les Finals de l'NBA contra els Cavaliers de Cleveland, Green va fer un gran partit amb vint-i-vuit punts, cinc triples, set rebots i cinc assistències conduint al seu equip a la victòria per 110-77 i donant un avantatge de 2-0 al global de la sèrie. En el quart partit, Green i LeBron James van haver de ser separats en una baralla als últims minuts. Tot i això els Warriors van guanyar per 108-97 i van aconseguir posar-se 3-1 en el global de la sèrie. La baralla es va produir quan Green va caure al parquet de la pista i James va passar per sobre d'ell, després Green va balancejar el braç i va semblar fer contacte amb l'entrecuixa de James. Ambdós van ser sancionats, però Green també va ser suspès per al 5è partit de la sèrie després d'haver acumulat la seva quarta falta flagrant en els Play-offs. Els Warriors finalment perdrien la sèrie en set partits després d'haver aconseguit posar-se per davant en el global per 3-1.

### Temporada 2016-2017: Segon campionat de l'NBA
Green va començar la temporada amb divuit punts i dotze rebots contra els San Antonio Spurs. Va ajudar els Warriors a començar molt bé la temporada amb un balanç de catorze victòries i dues derrotes abans de patir una lesió al turmell esquerre contra els Minnesota Timberwolves. La lesió, tot i això, li va impedir jugar només un partit. El dia 1 de desembre va fer un molt bon partit en la derrota dels Warriors davant els Houston Rockets a la pròrroga per 132-127, on va aconseguir vint punts, quinze rebots i nou assistències. El 16 de gener, va registrar el seu tercer triple-doble de la temporada en una victòria davant els Cavaliers per 126-91 on va fer onze punts, tretze rebots i onze assistències. El 26 de gener va ser nomenat reserva a l'All-Star de la Conferència Occidental per al partit de l'All-Star de l'NBA del 2017. El 10 de febrer del 2017, Green va ser el primer jugador en la història de l'NBA en aconseguir un triple-doble amb menys de 10 punts en una victòria dels Warriors davant els Memphis Grizzlies per 122-107, on només va fer quatre punts. El 14 de març del 2017, es va convertir en l'onzè jugador de la història de la franquícia amb quatre-cents tirs taponats passant per davant a Andrew Bogut. Ho va aconseguir en una victòria davant els Philadelphia 76ers per 106-104. El 31 de març en un partit contra Houston, Green es va convertir en el primer jugador de la història dels Warriors amb cent cinquanta robatoris i cent tirs taponats en una temporada i el primer a fer-ho des de Dwyane Wade la temporada 2008-2009. Els Warriors van acabar la temporada regular amb un rècord de seixanta victòries i quinze derrotes, entrant als Play-offs com a primera selecció. El 16 d'abril del 2017, en el primer partit de la sèrie davant els Portland Trail Blazers, els Warriors es van endur la victòria per 121-109 amb Green va aconseguint dinou punts, dotze rebots, nou assistències, cinc tirs taponats i tres robatoris. Van passar la primera i segona ronda dels Play-offs i van arribar a les finals de la Conferència Oest per tercera temporada consecutiva, a la vegada que es van convertien en el primer equip de la història de l'NBA en guanyar 12-0 als Play-offs. Green va ajudar el seu equip a guanyar el seu segon campionat en tres anys amb una victòria de 4-1 sobre els Cleveland Cavaliers. A la nit dels premis de final de temporada, Green va ser nomenat millor jugador defensiu de l'NBA, convertint-se en el primer jugador de la història de la franquícia en aconseguir aquest premi.

### Temporada 2017-2018:Tercer campionat de l'NBA
Al primer partit de la temporada, contra els Houston Rockets, Green va ser substituït a la segona part per una lesió al genoll esquerre després d'aportar nou punts, tretze assistències i onze rebots. El partit va acabar en victòria dels Rockets per 122-121. El 25 de desembre del 2017, en una victòria davant els Cleveland Cavaliers per 99-92, Green va fer dotze punts, dotze rebots i onze assistències empatant el rècord de més triples-dobles de la franquícia amb el seu 20è triple-doble. El 4 de gener del 2018, en una victòria per 124-114 davant els Houston Rockets, Green va registrar disset punts, catorze rebots i deu assistències convertir-se així en el líder de la franquícia en triples-dobles amb vint-i-un, superant a Tom Gola. Quatre dies més tard va arribar a un total de quatre mil punts i tres mil rebots davant dels Houston Rockets en un partit que va perdre per 116-108. El 24 de febrer en una victòria sobre els Oklahoma City per 112-80, Green va superar a Chris Mullin pel vuitè lloc de la llista de tirs bloquejats dels Warriors. Van aconseguir derrotar els San Antonio Spurs a la primera ronda dels Play-off en cinc partits (4-1). Green va ajudar el seu equip amb disset punts, dinou rebots i set assistències en una victòria per 99-91. En el primer partit de la segona ronda contra els Pelicans de Nova Orleans, Green va fer un triple-doble amb setze punts, quinze rebots, onze assistències, tres robatoris i dos tirs taponats en una victòria per 123-101. Al quart partit de la sèrie Green va fer vuit punts, nou rebots, nou assistències, quatre robatoris i dos tirs taponats en una nova victòria per 118-92. Amb el seu quart rebot, es va unir a Wilt Chamberlain i Nate Thurmond al podi de jugadors amb més rebots dels Warriors. En el setè partit de la sèrie contra els Rockets, els Warriors van vèncer per 101-92, aconseguint així el bitllet per quart any consecutiu a les finals de l'NBA. Al tercer partit del 2018, Green va superar Chamberlain obtenint el número més gran de rebots de la història dels Play-offs dels Warriors. Van guanyar als Cavaliers i es van fer amb el tercer anell de l'NBA en quatre anys.

### Temporada 2021-2022: Quart campionat de l'NBA
La temporada 2021-2022, després d'un any en què no es van classificar pels Play-off, els Golden State Warriors van aconseguir superar als Boston Celtics en sis partits a les finals de l'NBA. Això suposava el quart anell de campió de l'NBA per a Green, clau en l'estructura defensiva de l'equip.

## Carrera equip nacional
Green va representar la selecció nord-americana al torneig de bàsquet masculí de l'any 2011 a Shenzhen, Xina. L'equip nord-amèrica va acabar en el cinquè lloc del torneig, Green va fer una mitjana de 8,6 punts i 6,0 rebots amb un 46,3% de percentatge en el tir. A juny de l'any 2016, Green va ser convocat amb la plantilla nacional dels Estats Units als Jocs Olímpics d'estiu del 2016. Va ajudar la selecció nord-americana a guanyar la medalla d'or a Rio, en vuit partits, fent una mitjana de 1,9 punts, 2,1 rebots i 1,2 assistències per partit.

## Estil de joc
Green no és un jugador gaire alt per a la seva posició (2,01 metres). Tot i això, és considerat un dels millors defenses de l'NBA. Pot defensar i cobrir tant jugadors interiors com exteriors, també pot defensar als jugadors tant en posició baixa com en el perímetre. Acostuma a estudiar els hàbits dels contrincants i conjunta la seva preparació amb la seva potència física. Pel que fa al joc ofensiu, pot portar la direcció de l'equip en contraatacs i assistir perquè els seus companys puguin anotar. És capaç de tirar de triple i a prop de cistella. La seva excel·lent defensa i el seu repertori formen un conjunt extraordinari d'habilitats.
A causa del seu joc altament físic, incloent-hi diversos incidents pel nivell alt de joc físic als playoffs, alguns l'han criticat per ser un jugador "brut". Green està sovint entre els líders de la lliga en faltes tècniques.

## Estadístiques de la seva carrera en l'NBA
| † | Denota temporada en la qual Green va guanyar un campionat de l'NBA |
|   | Líder de la lliga                                                  |

### Temporada regular
| Any      | Equip        | PJ  | PT  | MPP  | %TC   | %3P   | %TL   | RPP | APP | ROB | TPP | PPP  |
| -------- | ------------ | --- | --- | ---- | ----- | ----- | ----- | --- | --- | --- | --- | ---- |
| 2012-13  | Golden State | 79  | 1   | 13,4 | 0,327 | 0,209 | 0,818 | 3,3 | 0,7 | 0,5 | 0,3 | 2,9  |
| 2013-14  | Golden State | 82  | 12  | 21,9 | 0,407 | 0,333 | 0,667 | 5,0 | 1,9 | 1,2 | 0,9 | 6,2  |
| 2014-15† | Golden State | 79  | 79  | 31,5 | 0,443 | 0,337 | 0,660 | 8,2 | 3,7 | 1,6 | 1,3 | 11,7 |
| 2015-16  | Golden State | 81  | 81  | 34,7 | 0,490 | 0,388 | 0,696 | 9,5 | 7,4 | 1,5 | 1,4 | 14,0 |
| 2016-17† | Golden State | 76  | 76  | 32,5 | 0,418 | 0,308 | 0,709 | 7,9 | 7,0 | 2,0 | 1,4 | 10,2 |
| 2017-18† | Golden State | 70  | 70  | 32,7 | 0,454 | 0,301 | 0,775 | 7,6 | 7,3 | 1,4 | 1,3 | 11,0 |
| 2018-19  | Golden State | 66  | 66  | 31,3 | 0,445 | 0,285 | 0,692 | 7,3 | 6,9 | 1,4 | 1,1 | 7,4  |
| Total    | Total        | 533 | 385 | 28,1 | 0,439 | 0,323 | 0,706 | 6,9 | 4,6 | 1,4 | 1,1 | 9,1  |
| All-Star | All-Star     | 3   | 0   | 15,7 | 0,375 | 0,000 | 0,750 | 5,7 | 2,7 | 2,0 | 0,7 | 3,0  |

### Playoffs
| Any   | Equip        | PJ  | PT  | MPP  | %TC   | %3P   | %TL   | RPP  | APP | ROB | TPP | PPP  |
| ----- | ------------ | --- | --- | ---- | ----- | ----- | ----- | ---- | --- | --- | --- | ---- |
| 2013  | Golden State | 12  | 1   | 18.6 | 0,429 | 0,391 | 0,765 | 4,3  | 1,6 | 0,5 | 0,8 | 5,8  |
| 2014  | Golden State | 7   | 4   | 32.6 | 0,467 | 0,276 | 0,792 | 8,3  | 2,9 | 1,7 | 1,7 | 11,9 |
| 2015† | Golden State | 21  | 21  | 37.3 | 0,417 | 0,264 | 0,736 | 10,1 | 5,2 | 1,8 | 1,2 | 13,7 |
| 2016  | Golden State | 23  | 23  | 38.2 | 0,431 | 0,365 | 0,738 | 9,9  | 6,0 | 1,6 | 1,8 | 15,4 |
| 2017† | Golden State | 17  | 17  | 34.9 | 0,447 | 0,410 | 0,687 | 9,1  | 6,5 | 1,8 | 1,6 | 13,1 |
| 2018† | Golden State | 21  | 21  | 39.0 | 0,432 | 0,266 | 0,796 | 10,6 | 8,1 | 2,0 | 1,5 | 10,8 |
| 2019  | Golden State | 22  | 22  | 38.7 | 0,498 | 0,228 | 0,718 | 10,1 | 8,5 | 1,5 | 1,5 | 13,3 |
| Total | Total        | 123 | 109 | 35.6 | 0,445 | 0,315 | 0,737 | 9,3  | 6,1 | 1,6 | 1,5 | 12,5 |